# Francisca Primo
Francisca Ferreira, conhecida como Francisca Primo (Presidente Dutra, 28 de março de 1968) é uma professora, assistente social e política brasileira. Ex-deputada estadual do Maranhão pelo PCdoB, mas foi eleita pelo PT.
É casada com o ex-prefeito de Buriticupu (2005–2013) Antônio Primo e mãe de dois filhos.
Foi eleita deputada estadual do Maranhão em 2010 e reeleita em 2014 pelo PT.
Foi candidata a prefeita de Buriticupu no ano de 2016 desta vez pelo PCdoB, ficando em segundo lugar, com 42,89% dos votos válidos.
Em 2018, não consegue se eleger novamente deputada estadual.
Concorreu à prefeitura de Buriticupu em 2020 pelo Partido Liberal, ficando em 4º lugar, com 12,01% dos votos válidos.